# 사바 FC (말레이시아)
사바 FC(말레이어: Kelab Bolasepak Sabah)는 사바 풋볼 클럽 Sdn Bhd이 소유한 말레이시아의 프로 축구단이다. 사바 FC는 말레이시아 보르네오의 사바 주를 연고지로 하며, 현재 말레이시아 최고의 프로 축구 리그 인 말레이시아 슈퍼 리그에서 소속되어 있다. 현재 사바의 중심지인 코타키나발루에 있는 35,000석 규모의 리카스 스타디움을 홈구장으로 사용하고 있다.

## 역사
사바 FC는 1995년 말레이시아 FA컵, 1996년 말레이시아 프리미어리그 (1부리그), 2019년 말레이시아 프리미어리그 (2부리그)에서 우승하며 챔피언이 됐다. 1995년에는 V리그의 안장을 합계 3-1로 꺾고 J리그의 벨마레 히라츠카(현 쇼난 벨마레 )에게 합계 1패를 기록하며 아시안컵 위너스컵 2차전에 진출하기도 했다.
2021년 이전에 사바 FC 말레이시아 축구 시스템의 14개 주립 팀 중 하나였으며 사바 FA 또는 Sabah FA State Football Team으로 알려졌었다. Sabah Football Association (SaFA)에서 자금을 지원하고 관리했으며 주로 주 정부 보조금에 의존하며 구단을 운영 했었다. 그러나 2021년 말레이시아 축구 리그는 상위 2개 리그의 모든 팀을 프로 구단으로 지정하도록 의무화하여 사바 FC의 민영화로 이어졌다.
또한 사바 FC는 '사바 FA', 또는 '사바'라고 불린다.

## 선수 명단

### 현역
- 고광민(2023 ~ )
- 박태수(2019 ~ )

## 역대 감독
| 감독              | 임기        |
| ----------------- | ----------- |
| 데이비드 매크리리 | 2012 ~ 2013 |